# صراع فيلنيوس
كان صراع فيلنيوس (1920-1939) صراعًا بين بولندا وليتوانيا حول فيلنيوس ومنطقتها. كان الصراع دبلوماسيا في المقام الأول واستمر من 9 أكتوبر 1920 (عندما استولى البولنديون على فيلنيوس) حتى 10 أكتوبر 1939 (عندما نقل السوفييت منطقة فيلنيوس إلى ليتوانيا).

## تمرد زيليجوسكي
بدأ الصراع عندما استولى لوكيان زيليجوسكي على فيلنيوس وأنشأ دولة دمية بولندية تُعرف باسم جمهورية ليتوانيا الوسطى، وتقدم زيليجوسكي إلى ليتوانيا وهُزم في جيدرايتشياي وفي 19 نوفمبر، اقترح زيليجوسكي على لجنة المراقبة، بقيادة شارديني، وقف الأعمال العدائية.

## محاولات خلق السلام
ووافق الليتوانيون على ذلك، وتم التوقيع على وقف إطلاق النار في 21 نوفمبر/تشرين الثاني. وفي وقت لاحق، انتقد المعلقون الليتوانيون هذه الحلقة، حيث كان للجيش الليتواني في ذلك الوقت المبادرة على الجبهة وكانت لديه الفرصة للتقدم نحو فيلنيوس. ومع ذلك، كان الليتوانيون يثقون في أن عصبة الأمم ستحل النزاع لصالحهم، وكانوا يخشون أن يؤدي الهجوم على فيلنيوس إلى دفع القوات البولندية النظامية إلى تعزيز وحدات زيليجوسكي. رفض البولنديون أي انسحاب لقوات زيليجوسكي، ولم يتم التوصل إلى اتفاق بشأن خط ترسيم الحدود.
في 29 نوفمبر/تشرين الثاني 1920، تم الاتفاق على وقف الأعمال العدائية في 30 نوفمبر/تشرين الثاني فقط، وتكليف لجنة المراقبة بإنشاء منطقة محايدة بعرض 6 كم (3.7 ميل)، وتبادل الأسرى. قررت عصبة الأمم إجراء استفتاء في منطقة فيلنيوس وإرسال قوات أجنبية إلى المنطقة "لضمان النظام". لكن الحكومة الليتوانية رفضت إجراء الاستفتاء. في ديسمبر 1920، احتج السوفييت على نشر القوات الأجنبية في منطقة فيلنيوس.
دخلت بولندا وليتوانيا في المفاوضات في عام 1921 بوساطة ممثل عصبة الأمم، وزير الخارجية البلجيكي جيمانس. واقترح إعطاء منطقة فيلنيوس إلى ليتوانيا بشرط دخول ليتوانيا في اتحاد مع بولندا، لكن الحكومة الليتوانية رفضت هذا الاقتراح.
في مارس 1923، حاولت مجموعة من السفراء من إنجلترا وفرنسا وإيطاليا واليابان تسوية قضية الحدود ومنحت فيلنيوس لبولندا. واحتج السوفييت على ذلك في رسالة إلى بولندا في أوائل أبريل/نيسان 1923. في 28 سبتمبر، تم توقيع معاهدة عدم اعتداء بين الاتحاد السوفييتي وليتوانيا، حيث أعلن السوفييت مرة أخرى دعمهم لليتوانيا. 

## إنذار عام 1938
استخدمت الحكومة البولندية الأزمة البولندية الليتوانية عام 1938، والتي نتجت عن مقتل جندي بولندي على الحدود الليتوانية كوسيلة ضغط لإجبار ليتوانيا على العودة إلى الاتصال الدبلوماسي مع بولندا وضم منطقة فيلنيوس من ليتوانيا.